# Jacqueline Pirenne
Jacqueline Pirenne (* 1918 in Neuilly-sur-Seine; † 8. November 1990 in Straßburg) war eine französische Archäologin und Epigraphikerin, die vor allem zur Geschichte des antiken Südarabien forschte.

## Leben
Die Enkelin des belgischen Historikers Henri Pirenne besuchte das Lycée Molière in Paris (16. Arrondissement). Sie studierte zunächst Philosophie an der Universität von Paris (Licence 1939) und nach dem Zweiten Weltkrieg orientalische Philologie und Geschichte an der Katholischen Universität Löwen (Licence 1951), wo sie eine Schülerin Gonzague Ryckmans war. 1955 veröffentlichte sie ihre Arbeit über La Grèce el Saba („Griechenland und Saba“), worin sie eine kurze Chronologie für die Geschichte des antiken Südarabien vertrat, an der sie während ihrer gesamten Karriere festhielt. Von 1957 bis 1985 arbeitete sie am Centre national de la recherche scientifique, zuletzt als Directrice de recherche (entspricht etwa einer Forschungsprofessur).
Der Schwerpunkt ihrer Forschungen lag in Südarabien (Jemen, vor allem das antike Saba und Qataban, vergleiche insoweit al-Masadschid, wo sie zu Schriftbildveränderungen an Inschriften forschte) und Äthiopien. Gestützt auf ihre Ausgrabungen in Qataban und den antiken Periplus des erythräischen Meeres vertrat Pirenne, dass sich die süd-semitischen Sprachen von Äthiopien auf die Arabische Halbinsel ausgebreitet hätten und nicht umgekehrt. 1974 begann sie mit der Ausgrabung von Schabwat, der antiken Hauptstadt von Hadramaut. In den 1980er-Jahren lebte sie in Addis Abeba und forschte zur Chronologie der Könige von Aksum, die auch für die zeitliche Einordnung der alt-südarabischen Geschichte von Bedeutung ist. Dort engagierte sie sich auch für Straßenkinder. Nach Frankreich zurückgekehrt, übernahm sie 1987 einen Lehrauftrag an der Universität Straßburg, wo sie ein Seminar für Sabäistik leitete.

## Schriften
- La Grèce et Saba. Une nouvelle base par la chronologie sud-arabe. In: Mémoires présentés par divers savants à l’Académie des inscriptions et belles-lettres Bd. 15, 1955, S. 89–196.
- Paléographie des inscriptions sud-arabes. Contribution à la chronologie et à l’histoire de l’Arabie du Sud antique. Presses de la Academie, Brüssel 1955–1957 (4 Bände).
- À la découverte de l’Arabie. Cinq siècles de science et d’aventure. Paris 1958.
- Le royaume sud-arabe de Qatabân et sa datation d’après l’archéologie et les sources classiques jusqu’au Périple de la Mer Erythrée. Publication universitaires, Louvain 1961.
- Aux origines de la graphie syriaque. Geuthner, Paris 1963.
- La maîtrise de l’eau en Arabie du Sud antique. 6 types de monuments techniques. Klincksieck, Paris 1978.
- Mes fils de la rue à Addis-Abeba. Fayard, Paris 1989.
- Les témoins écrits de la région de Shabwa et l’histoire. Geuthner, Paris 1990.
- La légende du «Prêtre Jean». Presses Universitaires de Strasbourg, Straßburg 1992.